# باول غريفيثز
باول غريفيثز (14 سبتمبر 1975 - ) (بالإنجليزية: Paul Griffiths)‏ هو لاعب كريكت بريطاني.